# 南定南鳅
南定南鳅（学名：Schistura nandingensis）为輻鰭魚綱鯉形目條鳅科南鳅属的鱼类，俗名南定条鳅。在中国，分布于云南省云县南定河（怒江的支流）等。该物种的模式产地在云南云县幸福，南定河的一条支流。

## 扩展阅读
維基物種上的相關：南定南鳅